# 大千生态庄园
上海大千生态庄园是位於中華人民共和國上海市青浦區淀山湖湖畔的一個農業園區，由台商黄海伯投資，2001年開始建造，2005年建成。上海大千生态庄园占地六百余亩，内有农家乐休闲区、森林别墅区、葡萄长廊、荷花池、沼气池以及农副产品生產基地，活動項目有草船射箭、竹筏漂流、农家水车、沙滩骑马、竹竿舞、迷阵捕鱼等。